# Lindlar
Lindlar är en kommun och ort i Oberbergischer Kreis i det tyska förbundslandet Nordrhein-Westfalen. Lindlar, som för första gången omnämns i ett dokument från år 1109, har cirka 22 000 invånare.

## Administrativ indelning
Lindlar består av många Ortsteile, av vilka några är Neuenfeld, Rölenommer och Stelberg. Den sistnämnda har omkring 30 invånare.